# NGC 2101
NGC 2101 (również PGC 17793) – galaktyka nieregularna (IBm/P), znajdująca się w gwiazdozbiorze Malarza. Odkrył ją John Herschel 9 stycznia 1837 roku.